# Chen Wei-Hsin
Chen Wei-Hsin (11 de enero de 1978) es un deportista taiwanés que compitió en taekwondo. Ganó una medalla de plata en el Campeonato Asiático de Taekwondo de 2004 en la categoría de –54 kg.

## Palmarés internacional
| Representando a China Taipéi |                          |                  |           |
| Campeonato Asiático          |                          |                  |           |
| Año                          | Lugar                    | Medalla          | Categoría |
| 2004                         | Seongnam (Corea del Sur) | Medalla de plata | –54 kg    |